# ヌサンタラ (都市)
ヌサンタラ国家首都（インドネシア語: Ibu Kota Negara Nusantara, IKN Nusantara、英語: Nusantara Capital City）、通称ヌサンタラ（Nusantara）は、インドネシアの新首都。ボルネオ島東岸にあり、マカッサル海峡に面した石油と鉱物資源などに恵まれた港湾都市バリクパパン（Balikpapan）から直線距離で北北西約30数kmに位置している。
1945年以来同国の首都となっているジャカルタ首都特別州に代わる新しい都市として計画されている。ヌサンタラは、ジャカルタ州と同様に、東カリマンタン州から分離した独立の州となるものと予想されている。
ボルネオ島東海岸の現在の東カリマンタン州に位置する。面積2,560km2の、丘陵地帯、森林、湾を含む都市になることが予定されている。2025年、プラボウォ・スビアント大統領の政権下で、財務大臣スリ・ムルヤニによって予算が凍結されたため、IKNは停滞の危機に直面している。

## 名称

### 語源
ヌサンタラという言葉は、古ジャワ語のnusa（島々）とantara（～の間）の複合語で、大まかに訳すと「島々の間の調和のとれた協力関係」のような意味になる。日本語報道では単に「群島」とも訳される。この言葉は当初、1293年から1530年代にかけて現在のインドネシア全土を治めていたマジャパヒト王国の領土の統一を意味するものであった。

### 選定
「ヌサンタラ」は、ワワサン・ヌサンタラ（インドネシア群島国家ビジョン）という国家ビジョンを表すものとして新しい首都の名前に選ばれたもので、インドネシアが群島国家であることを反映している。歴史的文書「サラシラ・クタイ」(Salasilah Kutai)に記録されているこの地域のクタイ人の口承によると、13世紀にこの地域がクタイと命名される前は、ヌサンタラとも呼ばれていた。これは「分割された土地」の意味であるという。

## 歴史

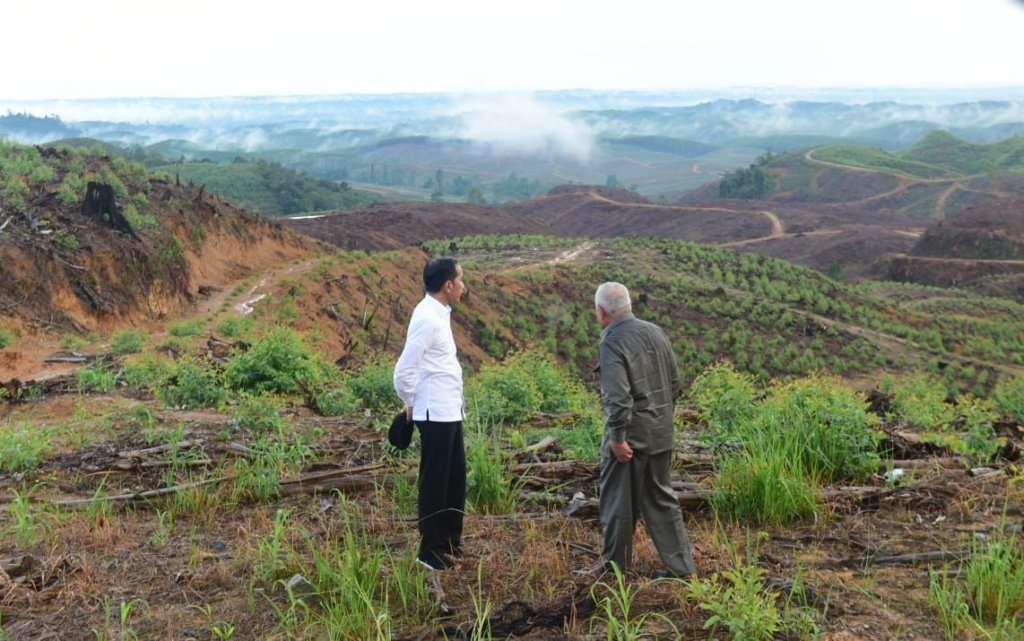
ヌサンタラ首都建設予定地を視察したジョコウィ

2017年4月、ジョコ・ウィドド（ジョコウィ）政権は、ジャカルタからの首都移転を検討し始め、移転先候補地の評価は2017年末までに終える予定であった。インドネシア国家開発計画省の関係者によると、政府は首都をジャワ島以外に移転することを決定していた。この計画が発表された直後、ジョコウィはカリマンタン（ボルネオ島）の2か所の候補地、東カリマンタン州のブキット・スハルトと中部カリマンタン州のパランカラヤ付近を視察した。2019年4月、全ての政府機関を新首都に移転するための十か年計画が発表された。国家開発計画省は、地震や火山の影響を比較的受けないことなどの新首都の条件を満たす、南カリマンタン州・中部カリマンタン州・東カリマンタン州の3州を移転先候補地として推薦した。

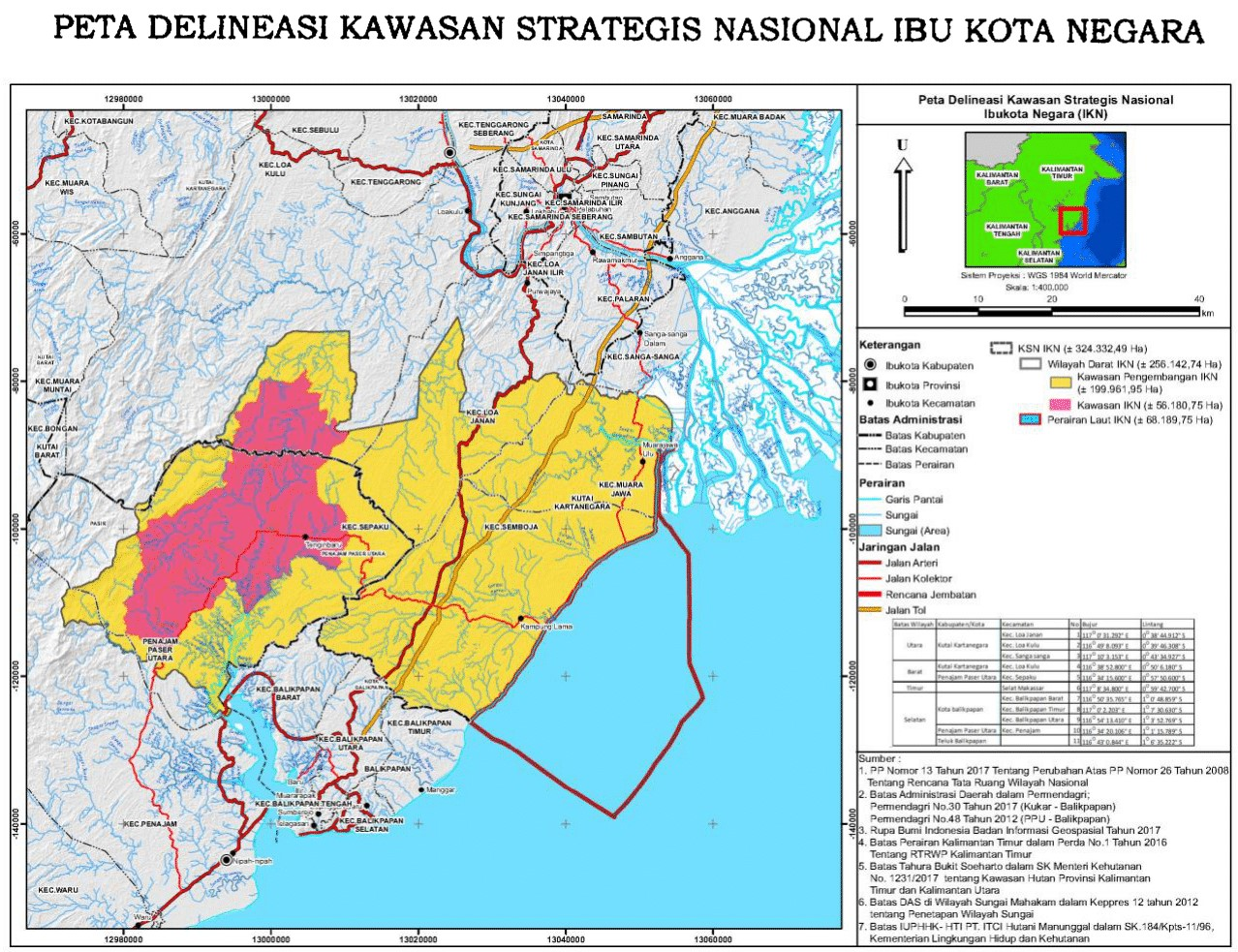
赤い部分がヌサンタラ首都地域・黄色がヌサンタラ首都圏

2019年8月23日、ジョコウィは2つの指令からなる大統領書簡No.R-34/Pres/08/2019を発布した。2つの指令とは、「首都移転に関する大統領研究報告書」と「首都移転のための下院の支持に関する要請書」である。ジョコウィは8月26日に国民協議会（国会）で行った2019年の施政方針演説で、カリマンタンへの首都移転計画を発表した。この計画では、インドネシア全土の中心部に近い東カリマンタン州のクタイ・カルタネガラ県と北プナジャム・パスール県の一部を分離させて州レベルの自治体とし、新たな計画都市を建設する予定である。これは、インドネシア群島内におけるジャワ島とそれ以外の島との間の経済発展の不平等を是正し、インドネシアにおける中心地としてのジャカルタの負担を軽減するための戦略の一環である。国家開発計画省による移転費用の見積もりは466兆ルピア（約327億ドル）であり、その19%を政府が負担し、残りは主に官民パートナーシップや国営・民間の企業による投資で賄うとしている。同時に、今後10年間でジャカルタの地盤沈下を防ぐための費用400億ドルが割り当てられる。

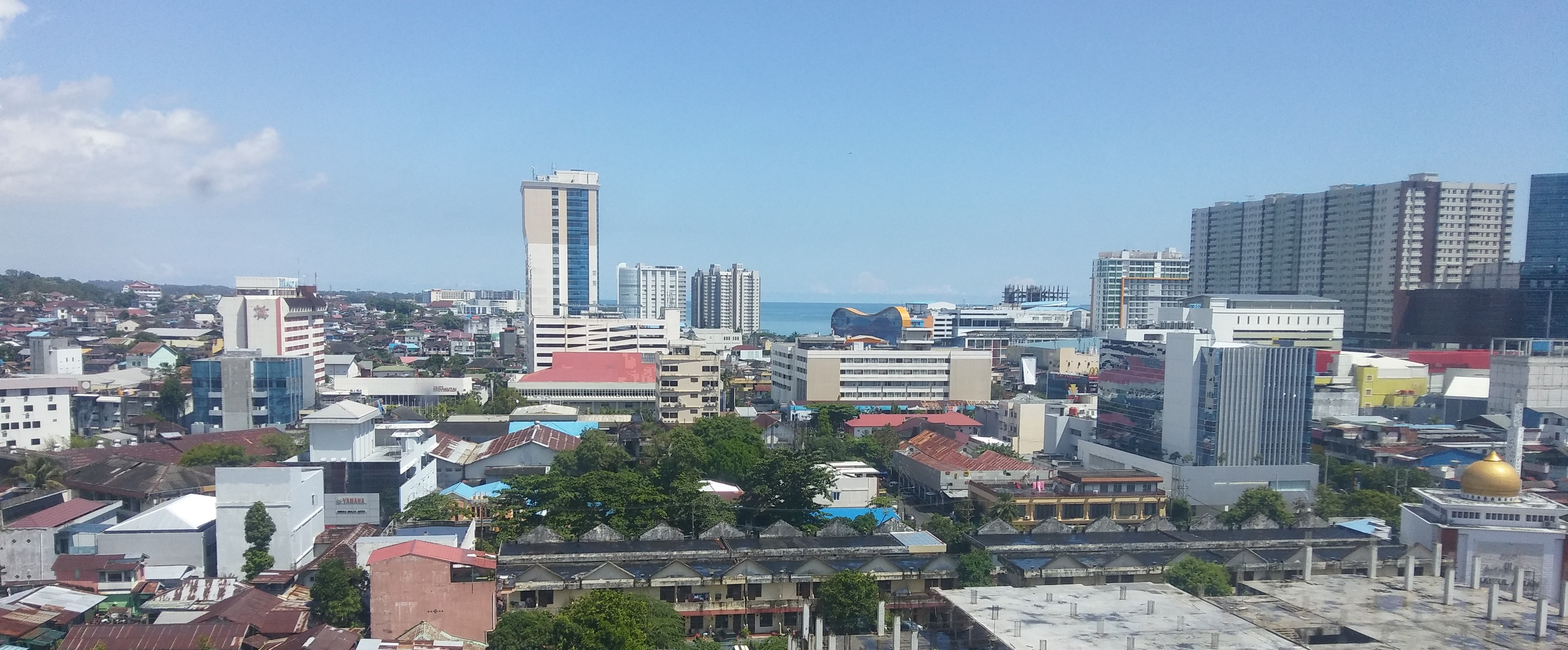
新首都の玄関口となるバリクパパン

2021年9月上旬、「首都移転法案」が閣議決定された。9月29日、ジョコウィ政権は首都移転のための複数の法案を国民議会（下院）に提出した。法案には多くの事項が含まれているが、その中には、首都移転の責任を持ち、大統領に答弁する特別機関である国家首都庁（インドネシア語：Otorita Ibu Kota Negara）の設立計画も含まれている。この機関は、その長を大統領が任命するという中央省庁のような性質をもっているが、州知事と同等の特別な統治能力を有する。また、首都庁の資金調達、課税、給与管理、資産管理の方法についても規定されている。
この計画がジョコウィ大統領の2期目の任期の途中で提出されたため、国民協議会はインドネシア憲法改正案を再び発行し、国民協議会が国家政策概要（インドネシア語:Garis Besar Haluan Negara, GBHN）だけでなく国家政策要綱（インドネシア語：Pokok - Pokok Haluan Negara, PPHN）も制定できるようにした。これは、ジョコウィが大統領でなくなった後も、首都移転プロジェクトが継続できるようにするためである。
2022年1月17日の特別委員会で、スハルソ・モノアルファ国家開発計画大臣は、新首都を「ヌサンタラ」と命名することを発表した。新首都の建設は、COVID-19のワクチン接種が完了する2022年3月以降から開始される見込みである。
2024年8月17日、インドネシアの独立記念式典がヌサンタラで初めて行われ、ジョコウィと次期大統領プラボウォ・スビアントが並んで式典に出席した。島東部の伝統衣装を着たジョコウィから手渡された国旗が掲揚され、国歌が流れた。
2025年の独立記念式典はジャカルタのみで開催され、ヌサンタラでは実施されない。

### 世論調査
2019年8月のKedaiKOPI Survey Instituteの調査結果によると、ジャカルタ在住の回答者の95.7%が首都移転計画に拒否感を示した。